# Perfect Strangers Live
 (mars 2021).
Si vous disposez d'ouvrages ou d'articles de référence ou si vous connaissez des sites web de qualité traitant du thème abordé ici, merci de compléter l'article en donnant les références utiles à sa vérifiabilité et en les liant à la section « Notes et références ».
Pour les articles homonymes, voir Perfect Strangers.
Perfect Strangers Live est un album live du groupe de rock britannique Deep Purple, enregistré lors d'un concert en Sydney, Australie, le 12 décembre 1984, point de départ de la tournée promotionnelle de l'album Perfect Strangers, et sorti en 2013.
Deep Purple part relaxé pour sa tournée, après des répétitions faciles où l’alchimie retrouvée booste ses membres. Avec une setlist ultra-costaude mais finalement peu risquée, bardée des classiques issus de la mythique triplette In Rock - Fireball - Machine Head, le Pourpre va rapidement montrer que si la rage des jeunes années s’est estompée au profit d’une assurance conquérante, c’est pour un sens de la cohésion quasi télépathique entre les membres. Ce Perfect Strangers Live est un bon témoignage de l'époque.

## Titres

### CD 1
1. Highway Star (Blackmore, Gillan, Glover, Lord, Paice)
2. Nobody's Home (Blackmore, Gillan, Glover, Lord, Paice)
3. Strange Kind Of Woman (Blackmore, Gillan, Glover, Lord, Paice)
4. A Gypsy's Kiss (Blackmore, Gillan, Glover)
5. Perfect Strangers (Blackmore, Gillan, Glover)
6. Under The Gun (Blackmore, Gillan, Glover)
7. Knocking At Your Back Door (Blackmore, Gillan, Glover)
8. Lazy (Blackmore, Gillan, Glover, Lord, Paice)

### CD 2
1. Child In Time (Blackmore, Gillan, Glover, Lord, Paice)
2. Difficult To Cure (Blackmore, Airey, Glover)
3. Keyboard Solo (Lord)
4. Space Truckin'  (Blackmore, Gillan, Glover, Lord, Paice)
5. Black Night (Blackmore, Gillan, Glover, Lord, Paice)
6. Speed King (Blackmore, Gillan, Glover, Lord, Paice)
7. Smoke On The Water (Blackmore, Gillan, Glover, Lord, Paice)

### DVD
1. Intro
2. Highway Star (Blackmore, Gillan, Glover, Lord, Paice)
3. Nobody's Home (Blackmore, Gillan, Glover, Lord, Paice)
4. Strange Kind Of Woman (Blackmore, Gillan, Glover, Lord, Paice)
5. A Gypsy's Kiss (Blackmore, Gillan, Glover)
6. Perfect Strangers (Blackmore, Gillan, Glover)
7. Under The Gun (Blackmore, Gillan, Glover)
8. Knocking At Your Back Door (Blackmore, Gillan, Glover)
9. Lazy (Blackmore, Gillan, Glover, Lord, Paice)
10. Child In Time (Blackmore, Gillan, Glover, Lord, Paice)
11. Difficult To Cure (Blackmore, Airey, Glover)
12. Keyboard Solo (Lord)
13. Space Truckin'  (Blackmore, Gillan, Glover, Lord, Paice)
14. Black Night (Blackmore, Gillan, Glover, Lord, Paice)
15. Speed King (Blackmore, Gillan, Glover, Lord, Paice)
16. Smoke On The Water (Blackmore, Gillan, Glover, Lord, Paice)

## Musiciens
- Ritchie Blackmore — guitare
- Ian Gillan — chant, harmonica
- Roger Glover — basse, chœurs
- Jon Lord — claviers
- Ian Paice — batterie